# Gerhard de Haan

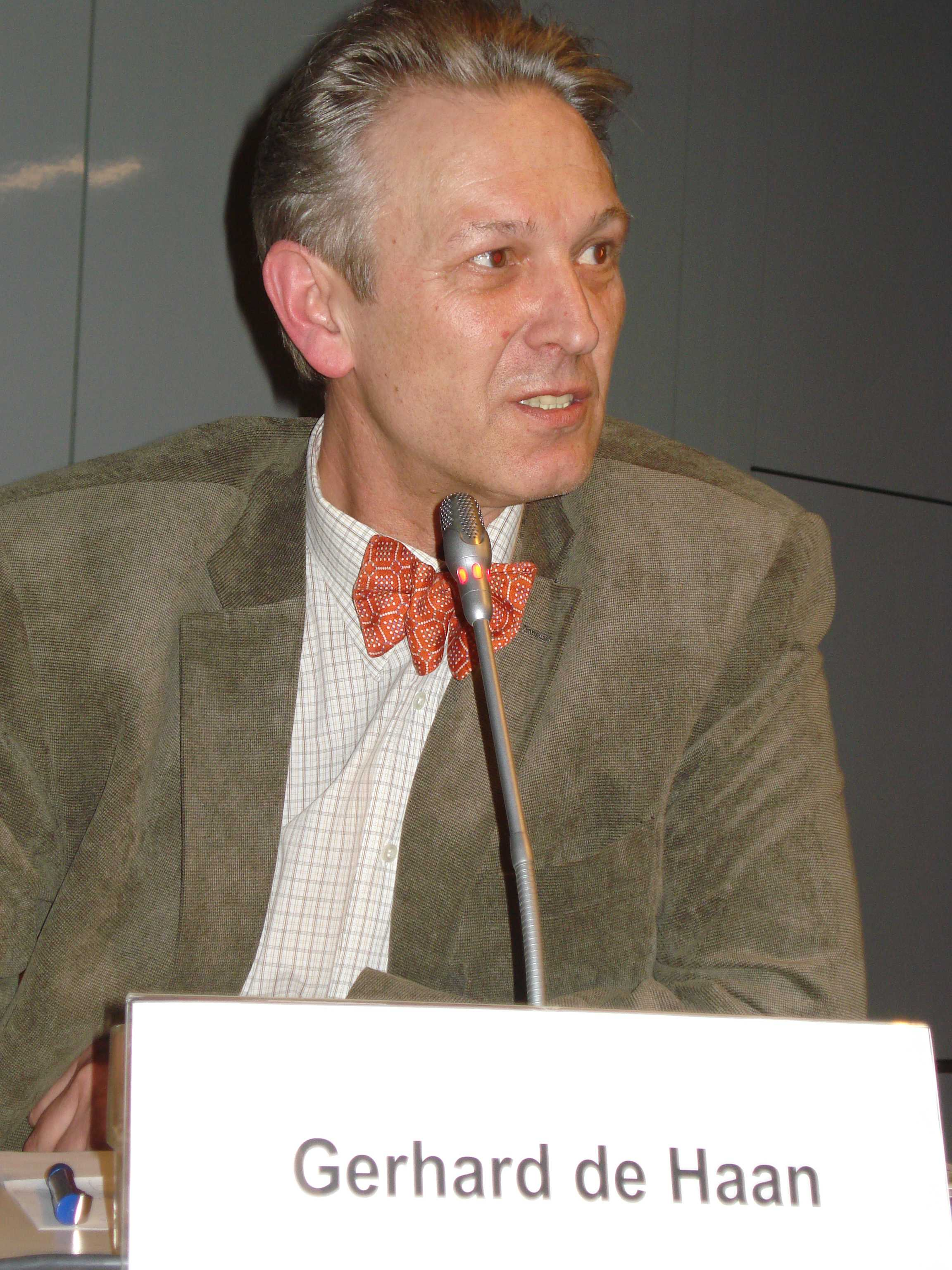
Gerhard de Haan (2010)

Gerhard de Haan (* 1951 in Kamperfehn, Friesoythe, Niedersachsen) ist ein deutscher Erziehungswissenschaftler und Hochschullehrer.

## Leben
Gerhard de Haan studierte nach seinem Abitur am Albertus-Magnus-Gymnasium in Friesoythe von 1972 bis 1978 Erziehungswissenschaft, Soziologie und Psychologie an der Freien Universität Berlin. Zwischen 1978 und 1983 war er wissenschaftlicher Assistent für Allgemeine Erziehungswissenschaft an der Freien Universität Berlin. 1983 wurde er mit einer Arbeit zum Thema Natur und Bildung promoviert. Von 1983 bis 1988 war er Hochschulassistent für Allgemeine Erziehungswissenschaft an der Freien Universität Berlin und habilitierte 1989 mit der Schrift Die Zeit in der Pädagogik.
Von 1989 bis 1991 war er Gastprofessor für Erziehungswissenschaft und Ökologie an der Hochschule Neubrandenburg und ist seit 1991 Professor für Allgemeine Erziehungswissenschaft und Umweltbildung an der Freien Universität Berlin.
Seit 2000 ist er Leiter des Instituts für Erziehungswissenschaftliche Zukunftsforschung (Institut Futur) an der Freien Universität Berlin.

## Wirken
Gerhard de Haan war wissenschaftlicher Leiter der (BLK)-Programme 21 – Bildung für eine nachhaltige Entwicklung, Demokratie leben und lernen und Transfer-21.
Er war von 2005 bis 2014 Vorsitzender des Nationalkomitees für die Dekade der Vereinten Nationen zu „Bildung für nachhaltige Entwicklung“.
Von Januar 2014 bis Juni 2015 war er kooptiertes Mitglied im Rat für Nachhaltige Entwicklung. Er ist zudem Mitglied des Kollegiums der Europäischen Akademie zur Erforschung von Folgen wissenschaftlich-technischer Entwicklungen. Er hat zahlreiche Beirats- und Beratungsmandate inne.
Im November 2014 wurde Gerhard de Haan für seine Verdienste in mehr als 20 Jahren der Bildungsforschung mit dem Bundesverdienstkreuz am Bande ausgezeichnet.

## Schriften (Auswahl)
- (mit Tobias  Rülcker): Der Konstruktivismus als Grundlage für die Pädagogik. Frankfurt 2009.
- (mit anderen): Nachhaltigkeit und Gerechtigkeit. Grundlagen und schulpraktische Konsequenzen. Berlin, Heidelberg 2008.
- (mit Yvonne Ehrenspeck und Felicitas Thiel als Hrsg.): Bildung: Angebot oder Zumutung? Wiesbaden 2008.
- Politische Bildung für Nachhaltigkeit. In: Aus Politik und Zeitgeschichte. 7–8, 2004.